# Samurajmes
Samurajmes (Sittiparus varius) är en östasiatisk fågel i familjen mesar inom ordningen tättingar.

## Utseende och läte
Samurajmesen är en 12-14 cm lång kontrastrik mes. Den har svart på hjässan, nacken, strupen och övre delen av bröstet, vitt på pannan, kinderna och i ansiktet. Rygg, vingar och stjärt är blågrå medan manteln och resten av undersidan är kastanjefärgade. Från hjässan till nacken löper en tunn, vit, central linje. Bland lätena hörs ett svagt "tsuu tsuu tsuu" eller ett tunt men vasst "pit" eller "chit".

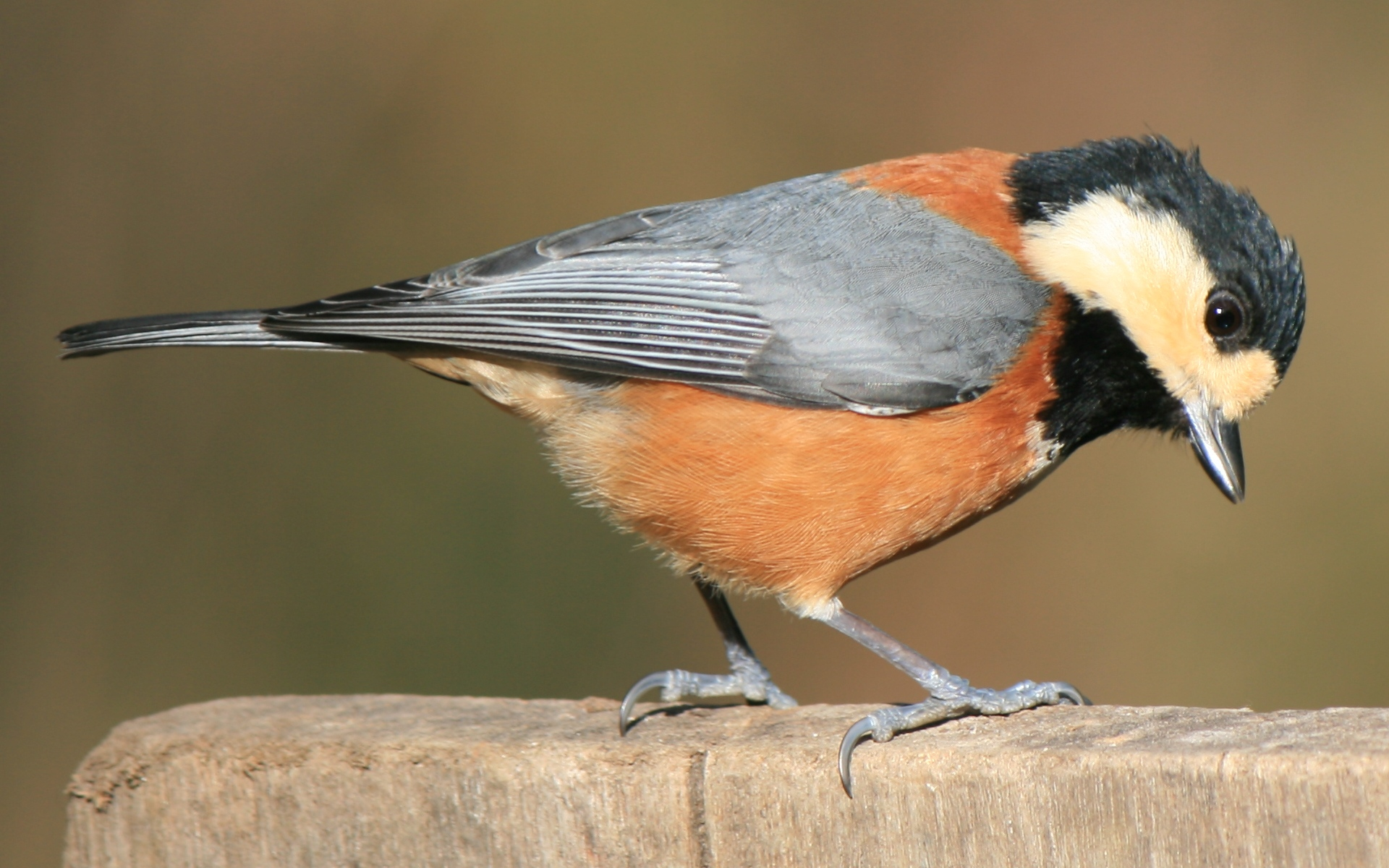

## Utbredning och systematik
Samurajmes förekommer i de japanska öarna samt i Kurilerna, på Koreahalvön och i nordöstra Kina. Den delas upp i sex underarter, varav en utdöd, med följande utbredning:
- Sittiparus varius varius – Kurilerna, nordöstra Kina, Korea och de japanska huvudöarna
- Sittiparus varius sunsunpi – Tanegashima i Ryukyuöarna
- Sittiparus varius yakushimensis – Yakushima i Ryukyuöarna, inkluderas ofta i sunsunpi[4]
- Sittiparus varius amamii – öarna Amami-Ōshima, Tokunoshima och Okinawa
- Sittiparus varius orii – Daitoöarna; utdöd
- Sittiparus varius namiyei – norra Izuöarna (To-shima, Nii-jima och Kōzu-shima)

Arterna izumes (Sittiparus owstoni), iriomotemes (S. olivaceus) och taiwanmes (S. castaneoventris) betraktades tidigare som underarter till samurajmes men urskiljs numera som egna arter efter studier.

### Släktestillhörighet
Tidigare fördes samurajmesen till Poecile (som ännu tidigare inkluderades i ett stort Parus), men urskiljs numera oftast som ett eget släkte efter DNA-studier.

## Levnadssätt
Samurajmesen bebor öppna blandskogar med japansk lärk och Castanopsis cuspidata, barrskogar med japansk idegran, kryptomeria och tall samt i bambuskogar på bergssluttningar och i floddalar. Fågeln lever av både frön och insekter, framför allt insektslarver. Den häckar mellan början av mars och augusti. Arten är mestadels stannfågel.

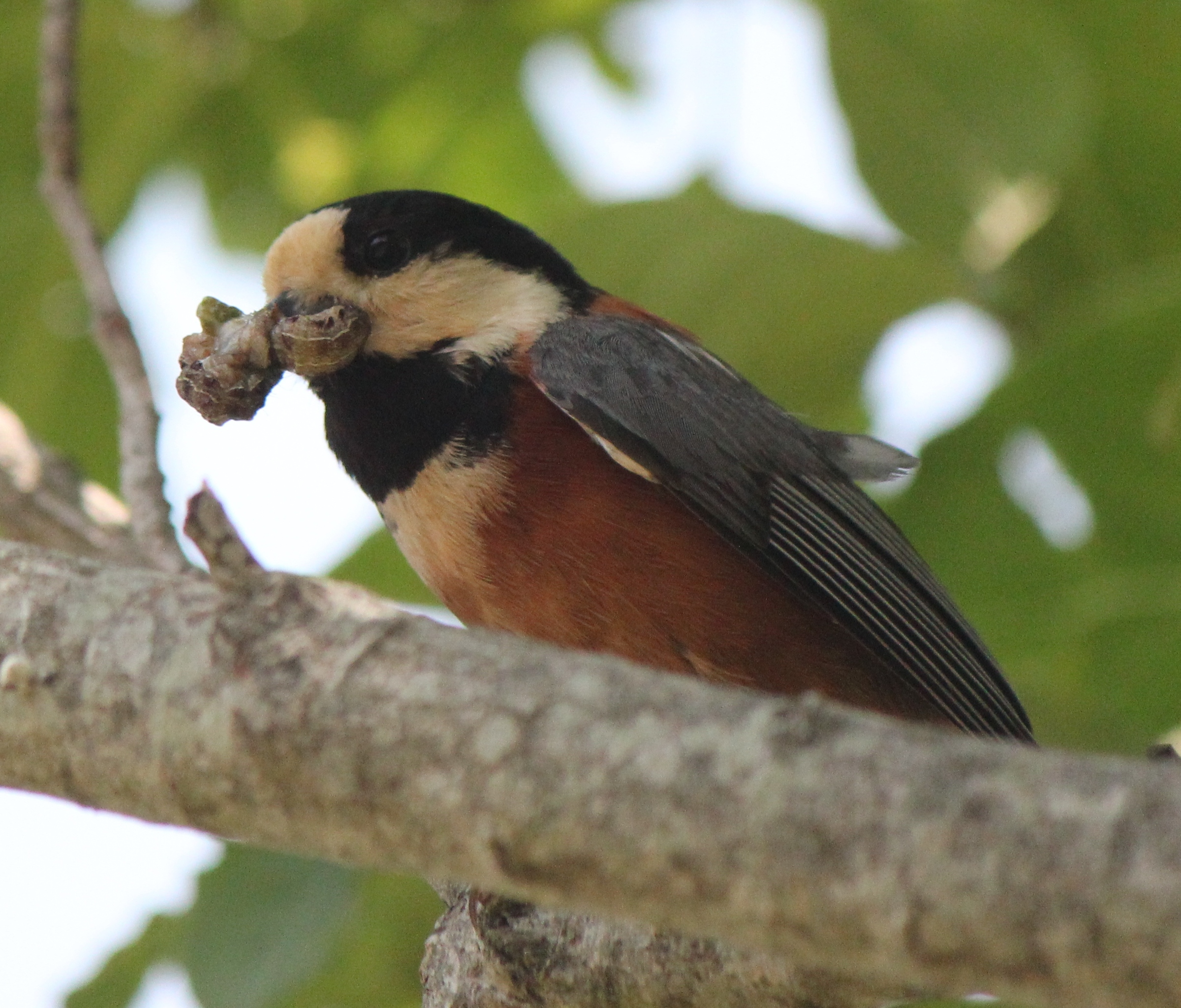
Samurajmes med favoritfödan, en fjärilslarv.

## Status och hot
Arten har ett stort utbredningsområde, men tros minska i antal, dock inte tillräckligt kraftigt för att den ska betraktas som hotad. Internationella naturvårdsunionen IUCN listar arten som livskraftig (LC).